# Lucio Annio Arriano
Lucio Annio Arriano (latino: Lucius Annius Arrianus; fl. 243) è stato un politico romano di età imperiale, console prior del 243 assieme a Gaio Cervonio Papo.